# Élections législatives de 1958 en Saône-et-Loire
Les élections législatives françaises de 1958 se déroulent les 23 et 30 novembre 1958. Dans le département de Saône-et-Loire, cinq députés sont à élire dans le cadre de cinq circonscriptions.

## Élus
| Circonscription | Député élu            | Parti | Parti |
| --------------- | --------------------- | ----- | ----- |
| 1re             | Pierre Mariotte       |       | CNIP  |
| 2e              | Pierre Dufour         |       | CNIP  |
| 3e              | Jean-François Garnier |       | UNR   |
| 4e              | André Jarrot          |       | UNR   |
| 5e              | André Moynet          |       | CNIP  |

## Système électoral
Pour la première fois depuis 1936, les élections législatives ont lieu au scrutin uninominal majoritaire à deux tours dans des circonscriptions uninominales.
Est élu au premier tour le candidat qui réunit la majorité absolue des suffrages exprimés et un nombre de voix au moins égal au quart (25 %) des électeurs inscrits dans la circonscription. Si aucun des candidats ne satisfait ces conditions, un second tour est organisé entre les candidats ayant réuni un nombre de voix au moins égal à 5 % des suffrages exprimés. Au second tour, le candidat arrivé en tête est déclaré élu.
Le seuil de qualification, basé sur un pourcentage relativement faible des suffrages exprimés, tend à faciliter l'accès au second tour de plus de deux candidats. Les candidats en lice au second tour peuvent ainsi fréquemment être trois, un cas de figure appelé « triangulaire ». Lorsque quatre candidats s'affrontent au second tour, on parle de « quadrangulaire ».

## Résultats

### Résultats à l'échelle du département
| Parti          | Parti                                            | Premier tour | Premier tour | Second tour | Second tour | Sièges |
| Parti          | Parti                                            | Voix         | %            | Voix        | %           | Sièges |
| -------------- | ------------------------------------------------ | ------------ | ------------ | ----------- | ----------- | ------ |
|                | Union pour la nouvelle République                | 66 424       | 29,04        | 30 992      | 17,40       | 2      |
|                | Centre national des indépendants et paysans      | 38 051       | 16,63        | 67 047      | 37,65       | 3      |
|                | Modérés                                          | 10 804       | 4,72         | 5 774       | 3,24        | 0      |
|                | Droite parlementaire                             | 115 279      | 50,39        | 103 813     | 58,29       | 5      |
|                |                                                  |              |              |             |             |        |
|                | Parti communiste français                        | 43 474       | 19,00        | 36 047      | 20,24       | 0      |
|                | Section française de l'Internationale ouvrière   | 35 153       | 15,37        | 31 983      | 17,96       | 0      |
|                | Parti républicain, radical et radical-socialiste | 17 647       | 7,71         | 6 241       | 3,50        | 0      |
|                | Extrême droite                                   | 10 049       | 4,39         |             |             | 0      |
|                | Mouvement républicain populaire                  | 6 320        | 2,76         | Retrait     | Retrait     | 0      |
|                | Union des forces démocratiques                   | 837          | 0,37         |             |             | 0      |
|                |                                                  |              |              |             |             |        |
| Inscrits       | Inscrits                                         | 331 874      | 100,00       | 268 007     | 100,00      | 5      |
| Abstentions    | Abstentions                                      | 98 880       | 29,79        | 85 682      | 31,97       |        |
| Votants        | Votants                                          | 232 994      | 70,21        | 182 325     | 68,03       |        |
| Blancs et nuls | Blancs et nuls                                   | 4 235        | 1,82         | 4 241       | 2,33        |        |
| Exprimés       | Exprimés                                         | 228 759      | 98,18        | 178 084     | 97,67       |        |

### Résultats par circonscription

#### Première circonscription (Mâcon)
| Candidat       | Candidat            | Parti          | Premier tour | Premier tour | Second tour | Second tour |  |
| Candidat       | Candidat            | Parti          | Voix         | %            | Voix        | %           |  |
| -------------- | ------------------- | -------------- | ------------ | ------------ | ----------- | ----------- |  |
|                | Pierre Mariotte élu | CNIP           | 10 777       | 23,92        | 19 009      | 41,24       |  |
|                | Louis Escande       | SFIO           | 10 177       | 22,59        | 12 024      | 26,09       |  |
|                | Henri Desvaux       | PCF            | 8 432        | 18,71        | 8 818       | 19,13       |  |
|                | André Sidobre       | Radsoc         | 6 717        | 14,91        | 6 241       | 13,54       |  |
|                | Raymond Barrault    | UNR            | 6 591        | 14,63        | Retrait     | Retrait     |  |
|                | Marcel Pocachard    | UFF            | 1 524        | 3,38         |             |             |  |
|                | André Gien          | UFD            | 837          | 1,86         |             |             |  |
|                |                     |                |              |              |             |             |  |
| Inscrits       | Inscrits            | Inscrits       | 67 987       | 100,00       | 67 978      | 100,00      |  |
| Abstentions    | Abstentions         | Abstentions    | 22 239       | 32,71        | 21 261      | 31,28       |  |
| Votants        | Votants             | Votants        | 45 748       | 67,29        | 46 717      | 68,72       |  |
| Blancs et nuls | Blancs et nuls      | Blancs et nuls | 693          | 1,51         | 625         | 1,34        |  |
| Exprimés       | Exprimés            | Exprimés       | 45 055       | 98,49        | 46 092      | 98,66       |  |

#### Deuxième circonscription (Charolles)
| Candidat       | Candidat          | Parti          | Premier tour | Premier tour | Second tour | Second tour |  |
| Candidat       | Candidat          | Parti          | Voix         | %            | Voix        | %           |  |
| -------------- | ----------------- | -------------- | ------------ | ------------ | ----------- | ----------- |  |
|                | Pierre Dufour élu | CNIP           | 11 852       | 24,08        | 22 787      | 46,45       |  |
|                | Marc Humbert      | SFIO           | 8 804        | 17,88        | 12 241      | 24,95       |  |
|                | Roger Texier      | PCF            | 7 879        | 16,01        | 8 255       | 16,83       |  |
|                | Ernest Carrier    | Modérés        | 6 776        | 13,76        | 5 774       | 11,77       |  |
|                | Paul Duraffour    | Radsoc         | 6 502        | 13,21        | Retrait     | Retrait     |  |
|                | Henri Urvanowitz  | UNR            | 5 070        | 10,3         | Retrait     | Retrait     |  |
|                | Paul Vahé         | UFF            | 2 345        | 4,76         |             |             |  |
|                |                   |                |              |              |             |             |  |
| Inscrits       | Inscrits          | Inscrits       | 70 611       | 100,00       | 70 581      | 100,00      |  |
| Abstentions    | Abstentions       | Abstentions    | 20 465       | 28,98        | 20 681      | 29,3        |  |
| Votants        | Votants           | Votants        | 50 146       | 71,02        | 49 900      | 70,7        |  |
| Blancs et nuls | Blancs et nuls    | Blancs et nuls | 918          | 1,83         | 843         | 1,69        |  |
| Exprimés       | Exprimés          | Exprimés       | 49 228       | 98,17        | 49 057      | 98,31       |  |

#### Troisième circonscription (Autun - Le Creusot)
|                | Jean-François Garnier élu | UNR            | 25 262 | 53,83  |  |  |  |
|                | André Vuillien            | PCF            | 10 709 | 22,82  |  |  |  |
|                | Henri Duployer            | SFIO           | 3 886  | 8,28   |  |  |  |
|                | Jean-François Nomblot     | Modérés        | 3 091  | 6,59   |  |  |  |
|                | Romain Rousselin          | Extrême droite | 3 045  | 6,49   |  |  |  |
|                | Jean-Baptiste Florant     | Modérés        | 937    | 2      |  |  |  |
|                |                           |                |        |        |  |  |  |
| Inscrits       | Inscrits                  | Inscrits       | 63 864 | 100,00 |  |  |  |
| Abstentions    | Abstentions               | Abstentions    | 15 971 | 25,01  |  |  |  |
| Votants        | Votants                   | Votants        | 47 893 | 74,99  |  |  |  |
| Blancs et nuls | Blancs et nuls            | Blancs et nuls | 963    | 2,01   |  |  |  |
| Exprimés       | Exprimés                  | Exprimés       | 46 930 | 97,99  |  |  |  |

#### Quatrième circonscription (Chalon-Sud - Montceau-les-Mines)
| Candidat       | Candidat           | Parti          | Premier tour | Premier tour | Second tour | Second tour |  |
| Candidat       | Candidat           | Parti          | Voix         | %            | Voix        | %           |  |
| -------------- | ------------------ | -------------- | ------------ | ------------ | ----------- | ----------- |  |
|                | André Jarrot élu   | UNR            | 20 465       | 45           | 30 992      | 72,21       |  |
|                | Rémy Boutavant     | PCF            | 10 089       | 22,18        | 11 926      | 27,79       |  |
|                | Pierre Mazuez      | SFIO           | 6 988        | 15,36        | Retrait     | Retrait     |  |
|                | Philibert Monneret | MRP            | 6 320        | 13,9         | Retrait     | Retrait     |  |
|                | René Grognet       | UFF            | 1 620        | 3,56         |             |             |  |
|                |                    |                |              |              |             |             |  |
| Inscrits       | Inscrits           | Inscrits       | 62 277       | 100,00       | 62 313      | 100,00      |  |
| Abstentions    | Abstentions        | Abstentions    | 16 080       | 25,82        | 17 762      | 28,5        |  |
| Votants        | Votants            | Votants        | 46 197       | 74,18        | 44 551      | 71,5        |  |
| Blancs et nuls | Blancs et nuls     | Blancs et nuls | 715          | 1,55         | 1 633       | 3,67        |  |
| Exprimés       | Exprimés           | Exprimés       | 45 482       | 98,45        | 42 918      | 96,33       |  |

#### Cinquième circonscription (Chalon-Nord - Louhans)
| Candidat       | Candidat         | Parti          | Premier tour | Premier tour | Second tour | Second tour |  |
| Candidat       | Candidat         | Parti          | Voix         | %            | Voix        | %           |  |
| -------------- | ---------------- | -------------- | ------------ | ------------ | ----------- | ----------- |  |
|                | André Moynet élu | CNIP           | 15 422       | 36,66        | 25 251      | 63,1        |  |
|                | Pierre Deliry    | Modérés        | 9 036        | 21,48        | Retrait     | Retrait     |  |
|                | André Faivre     | PCF            | 6 365        | 15,13        | 7 048       | 17,61       |  |
|                | André Girard     | SFIO           | 5 298        | 12,6         | 7 718       | 19,29       |  |
|                | Émile Moudens    | Radsoc         | 4 428        | 10,53        | Retrait     | Retrait     |  |
|                | René Laubressac  | UFF            | 1 515        | 3,6          |             |             |  |
|                |                  |                |              |              |             |             |  |
| Inscrits       | Inscrits         | Inscrits       | 67 135       | 100,00       | 67 135      | 100,00      |  |
| Abstentions    | Abstentions      | Abstentions    | 24 125       | 35,94        | 25 978      | 38,7        |  |
| Votants        | Votants          | Votants        | 43 010       | 64,06        | 41 157      | 61,3        |  |
| Blancs et nuls | Blancs et nuls   | Blancs et nuls | 946          | 2,2          | 1 140       | 2,77        |  |
| Exprimés       | Exprimés         | Exprimés       | 42 064       | 97,8         | 40 017      | 97,23       |  |